# North Abaco
North Abaco é um dos 32 distritos das Bahamas. Sua localização é ao norte da capital do arquipélago, Nassau.